# Garamvölgyi
A Garamvölgyi magyar családnév, amely tájnévi név, de inkább a mesterséges névalkotások közé tartozik a névmagyarosítások korából.

## Híres Garamvölgyi nevű személyek
- Garamvölgyi Adrien (1947–2021) modell, manöken
- Garamvölgyi Ágoston (1928–2012) kétszeres magyar bajnok labdarúgó, kapus
- Garamvölgyi Béla (1963) festő, zománcművész
- Garamvölgyi Lajos (1952–2008) labdarúgó, edző
- Garamvölgyi László (1956) rendőrtiszt, szóvivő, újságíró
- Garamvölgyi Nikolett (1990) labdarúgó
- Garamvölgyi Flóra (1989) újságíró